# Burg Bogen
Die Burg Bogen ist eine abgegangene mittelalterliche Höhenburg auf dem Bogenberg bei 365 m ü. NHN nordöstlich des Stadtkerns von Bogen im Landkreis Straubing-Bogen in Bayern. Die Anlage wird als Bodendenkmal unter der Aktennummer D-2-7042-0002 im Bayernatlas u. a. als Anlage „des frühen, hohen und späten Mittelalters sowie der frühen Neuzeit“ geführt.

## Geschichte
Die Burg Bogen, zuvor lag hier der bronzezeitliche Ringwall Bogenberg, wurde um 1190 durch Graf Albert III. von Bogen erbaut und war ein Sitz der Grafen von Bogen. Allerdings war dies nicht der Stammsitz der Grafen von Bogen, denn dieser lag im Bereich des Klosters Windberg.
Auf dem Bogenberg entstand 1104 die älteste Wallfahrtskirche Bayerns; damals soll eine Steinfigur der Muttergottes gegen den Donaustrom aufwärts getrieben worden sein. Die heutige im spät- und neugotischen Stil errichtete Wallfahrtskirche Mariä Himmelfahrt zeigt im Chor ein Gnadenbild der Gottesgebärerin.

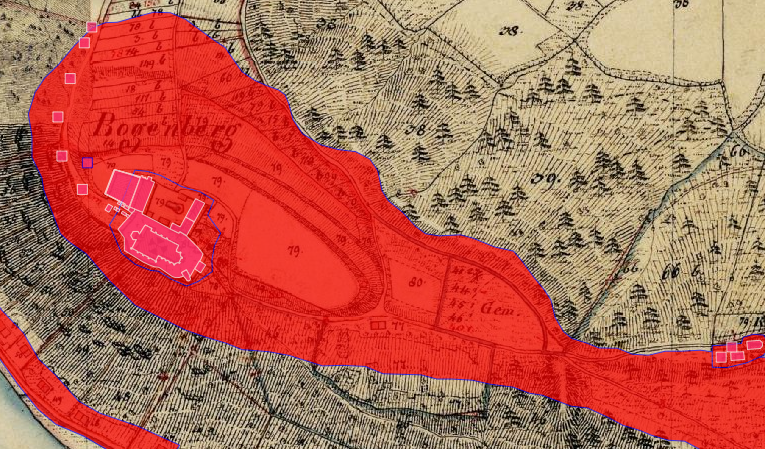
Bodendenkmäler am Bogenberg

## Beschreibung
Reste der ehemaligen Burganlage sind in Spuren durch zwei in den Fels geschlagene Halsgräben, eine Wallanlage und eine Vorburg noch im Gelände auszumachen.

## Trivia
Die in der Heraldik sogenannten weiß-blauen Wecken (Bayerisches Staatswappen; Bayerische Rautenflagge) stammen vom Adelsgeschlecht Bogen und damit von Burg Bogen.